# Army of Darkness
Army of Darkness (bra: Uma Noite Alucinante III, ou Uma Noite Alucinante 3; prt: Exército das Trevas) é um filme americano de 1992 de comédia de terror, realizado por Sam Raimi, também coautor do roteiro (junto com Ivan Raimi), e produzido por Robert Tapert e Bruce Campbell. Tem no elenco Bruce Campbell e Embeth Davidtz. Army of Darkness é o terceiro capítulo da série Evil Dead, e continuação de Evil Dead II, e segue a história de Ash Williams (Campbell) que ficou preso na Idade Média e tem de lutar contra os mortos para regressar ao presente.
Depois do sucesso financeiro de Darkman, o filme foi produzido como parte de um negócio com a Universal Studios. Originalmente intitulado Evil Dead III: Army of Darkness, as filmagens decorreram na Califórnia em 1991. As maquiagens e os efeitos especiais das criaturas foram asseguradas por duas companhias: Tony Gardner e a sua companhia Alterian, Inc. foram responsáveis pelas maquiagens de Ash & Sheila, enquanto Kurtzman, Nicotero & Berger EFX Group ficaram com os restantes efeitos especiais das outras personagens. Tom Sullivan, que já havia trabalhado em Within the Woods, The Evil Dead e Evil Dead II, também contribuiu para os efeitos visuais do filme.
Army of Darkness estreou no Festival de Cinema de Sitges em 9 de outubro de 1992 e foi lançado nos Estados Unidos em 19 de fevereiro de 1993. Ele arrecadou um total de 21,5 milhões de dólares acima do orçamento de 11 milhões de dólares e recebeu críticas positivas, embora notavelmente inferiores ao primeiro dois filmes. Desde o seu lançamento em vídeo, adquiriu um culto de seguidores, juntamente com os outros dois filmes da trilogia. O filme foi dedicado ao agente de vendas do Evil Dead e ao produtor executivo do Evil Dead II, que morreu antes da produção do filme em 1989.

## Elenco
- Bruce Campbell como Ash J. Williams
- Embeth Davidtz como Sheila
- Marcus Gilbert como Lorde Arthur
- Ian Abercrombie como Wiseman
- Richard Grove como Duque Henry
- Timothy Patrick Quill como Blacksmith
- Michael Earl Reid como Dente de Ouro
- Bridget Fonda como Linda
- Patricia Tallman como a bruxa possuída

## Sinopse
Após os eventos do filme anterior, Ash Williams (Bruce Campbell) é acidentalmente enviado para o século XIV, quando foi profetizado que alguém viria para encontrar o Necronomicon, o Livro dos Mortos. Essa pessoa iria liderar a batalha dos humanos contra os mortos-vivos que são seres da escuridão que também estão atrás do livro para dominar o mundo.

## Recepção

### Bilheteria
Army of Darkness foi lançado pela Universal Pictures em 19 de fevereiro de 1993, em 1.387 cinemas nos Estados Unidos, arrecadando US $ 4,4 milhões (38,5% do total bruto) em seu primeiro fim de semana. No total, o filme faturou US $ 11,5 milhões nos EUA.

### Resposta crítica
O filme mantém um índice de aprovação de 73% no Rotten Tomatoes baseado em 48 avaliações, com uma média ponderada de 6,9 /10, sob o consenso de que: "Army of Darkness é uma aventura louca que vale a pena levar, graças ao encanto hammy de Bruce Campbell e à direção acrobática de Sam Raimi, embora uma falta intencional de choques faça deste um capper discordante da franquia Evil Dead." fazendo sua recepção crítica acima da média, mas muito menor do que The Evil Dead e Evil Dead II ,que receberam 95% e 98%, respectivamente. No Metacritic o filme possui uma pontuação de 57 em 100, indicando "críticas mistas ou médias".
Roger Ebert deu ao filme duas das quatro estrelas e escreveu: "O filme não é tão engraçado ou divertido como Evil Dead II entanto, talvez porque a abordagem cômica pareça reciclada",mais concluiu que mesmo assim ainda é "divertido e satisfatório." Em sua crítica ao The New York Times ,Janet Maslin escreveu que"A postura máscula e heróica de Campbell está perfeitamente de acordo com a perspectiva do diretor." Desson Howe, em sua crítica ao The Washington Post, elogiou o estilo do filme:" A cinematografia de Bill Pope é ginástica e apropriadamente frenética. Os efeitos visuais e de maquiagem (dos artistas técnicos William Mesa, Tony Gardner e outros) são incrivelmente imaginativas."
No entanto a  Entertainment Weekly deu ao filme uma classificação mista de "C +" e escreveu: "Este elenco de milhares de pessoas parece um pouco demais com uma equipe de extras insípidos de Hollywood . Quando Army of Darkness se transforma em uma reforma de Jason and the Argonauts , com um exército de lutando contra esqueletos, o filme caiu em um fosso entre paródia e espetáculo."

## Prêmios e Indicações

### Prêmios[19]
Saturn Awards
- Melhor Filme de Terror: 1993

 Fangoria Chainsaw Awards
- Melhor Ator: Bruce Campbell - 1993
- Melhor Atriz Coadjuvante: Embeth Davidtz - 1993

 Fantasporto
- Prêmio da Crítica: 1993

 Festival Internacional de Cinema Fantástico de Bruxelas
- Melhor Filme: 1993

### Indicações[19]
Festival de Cinema Fantástico de Avoriaz
- Melhor Filme: 1993

 Fantasporto
- Melhor Filme: 1993

 Festival de Stiges
- Melhor Filme: 1993